# Koroncói csata
A koroncói csata a Rákóczi-szabadságharc egyik csatája, melyet 1704. június 13-án vívtak a Rába mellett fekvő Koroncó és Győrszemere között. A csatát az ötszörös létszámfölény és jó hadvezetés és taktika ellenére a kurucok elveszítették, mert képzetlen és tapasztalatlan lovasságuk nem hajtotta végre a tisztek utasításait.

## Előzmények
Miután 1703 folyamán a Tiszántúl és a Felvidék jelentős része kuruc kézre került, Károlyi Sándor 1704 januárjában a Dunántúl meghódítására indult. Az új császári főparancsnok, Sigbert Heister tábornagy azonban Feketevárosnál megállította és szétszórta csapatait. Ezután visszafoglalta a Dunántúl északi részét, Komáromnál átkelt a Dunán, és felszabadította az ostrom alól Érsekújvárt.

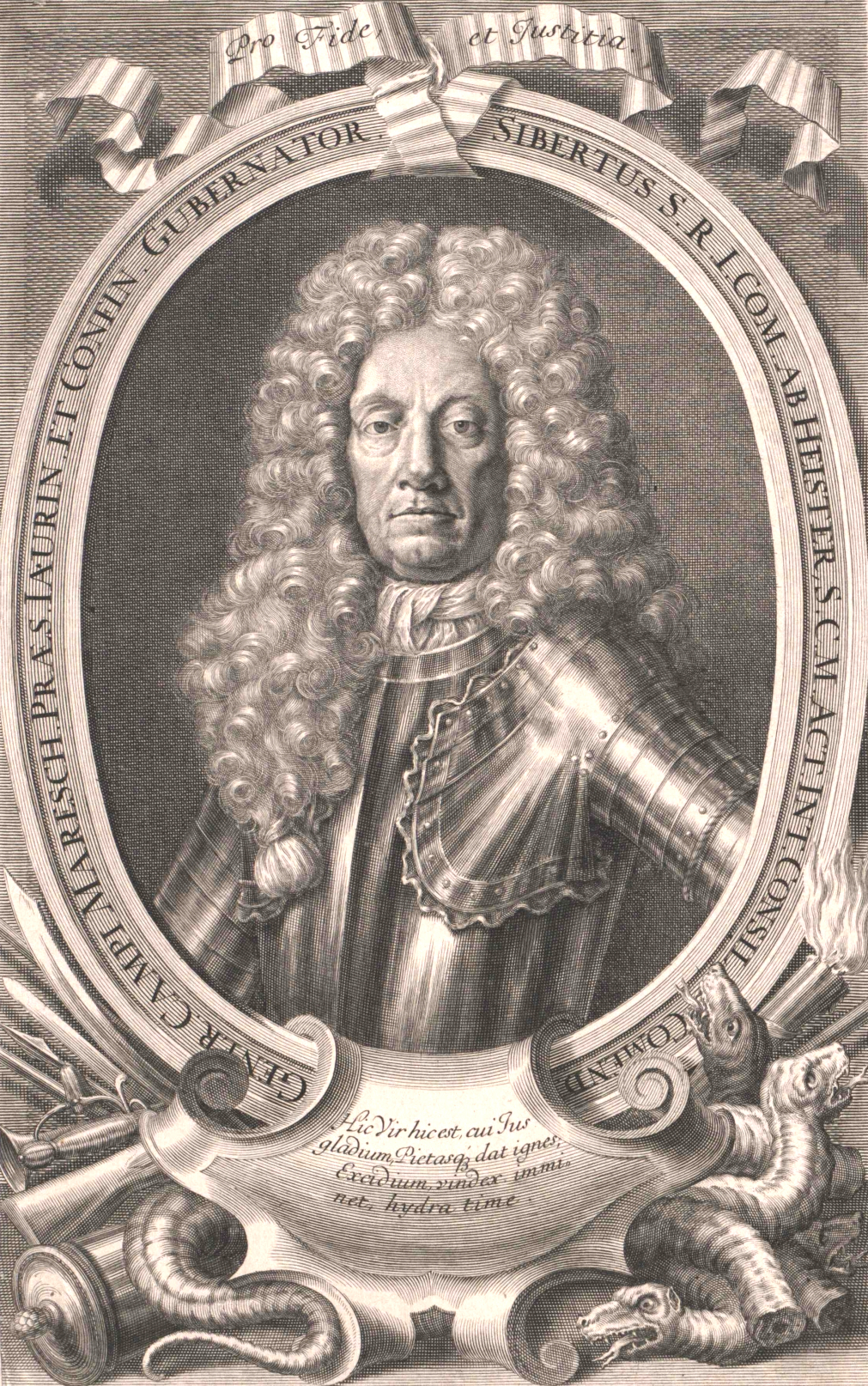
Sigbert Heister császári főparancsnok

1704. március 20-án állt emberei nagyobb részével a kurucok közé gróf Forgách Simon vezérőrnagy, akit Rákóczi tábornaggyá léptetett elő.
Az ő hatására állt át májusban gróf Esterházy Antal, aki tábornoki rangot kapott a fejedelemtől.

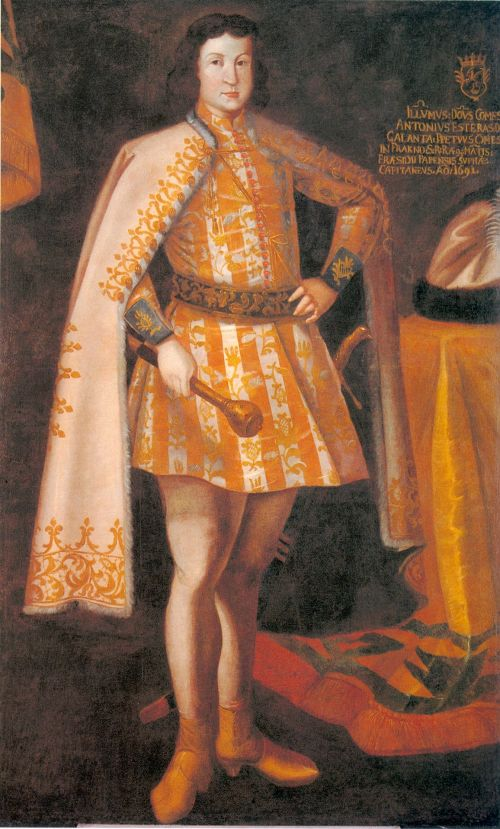
Gróf Esterházy Antal tábornagy

A két főtiszt hamarosan újra kuruc fennhatóság alá vonta a Dunántúlt. Ezek hatására Heister csapatai nagy részével egy újabb dunántúli hadjáratra indult, legyőzte Esterházyt, majd Veszprém május 31-ei feldúlása után Győr felé vonult. Pár nappal korábban, május 28-án Heister Dunától északra hagyott, Ritschan által vezetett egységeit Szomolánynál Károlyi, Bercsényi és Ocskay katonái csapdába csalták és szétverték. A Heistertől tartó, Pápa közelében állomásozó Forgách erősítést kért Bercsényitől. Ő Ebeczky István és Szabó Máté ezredesek irányítása alatt 2000 embert küldött Forgáchnak, akikkel Pannonhalma közelében június elején egyesült. Szintén Forgách segítségére sietett Károlyi 4000 lovassal, ám ők előtte még betörtek Ausztriába. Június 9-én Bécs környéki falvak felgyújtásával lepték meg a születésnapját ünneplő I. Lipót császárt (Ennek során ölték meg a simmeringi állatkertben a császár kedvenc tigrisét és párducát is). Június 10-én gazdag zsákmánnyal megrakodva indultak el kelet felé, hogy Rábapatonán egyesüljenek Forgách csapataival. Forgách és Heister hadai ezekben a napokban töübbször is megközelítették egymást, ám összecsapásra a kurucok kitérése miatt nem került sor. Forgách nyugat felé vonult, hogy mielőbb egyesülhessen Károlyi seregével, Heister pedig a bekerítéstől tartva nem nyomult tovább északnyugatra. Még Károlyi megérkezése előtt akarta legyőzni ellenfelét, így Győr környékén, Gyirmóton maradt. Mivel a kuruc portyázók folyamatosan rajtaütöttek a császári egységeket, Heister a tábort sáncokkal erősítette meg. A két sereg néhány napig egymás közelében várakozott. Ezalatt Forgách felkereste a császári seregben harcoló régi barátját, de Viard ezredest, akivel négyszemközt hosszasan elbeszélgetett. Ez később sokak (még Rákóczi) szemében is gyanúra adott okot: az ellenséggel való együttműködéssel vádolták meg Forgáchot. De Viard Bécsbe küldött jelentéséből azonban tudjuk, hogy Forgách a kurucokhoz való átállásának jogosságáról próbálta őt meggyőzni.

## A csata

### A szemben álló felek
A kuruc sereg kb. 18.000 főből állt, ebből a hadi tapasztalatokkal rendelkező gyalogos hajdúk száma csupán 3000 fő volt. A sereg többsége olyan laza fegyelmű, gyengén képzett és felszerelt lovasból állt, aki csak nemrégiben csatlakozott Rákóczi zászlói alá. A tüzérséget mindössze 6 ágyú alkotta. A sereg vezére, Forgách Simon jól képzett, sokat tapasztalt katona volt, aki 17 éves császári szolgálata során nemcsak elméleti képzést kapott, hanem az osztrákok harcmodorát is alaposan kiismerte. A csata előtti napokban többször is sürgető levélben fordult Károlyihoz, aki június 12-én már Rábapatona térségében, vagyis Forgách szemerei táborától kb. 10 km-re tartózkodott.
Heister jól képzett és fegyelmezett serege 1600 gyalogosból, 2000 lovasból és 12 ágyúból állt. Jobbszárnyát gróf Ranow ezredes, balszárnyát de Viard ezredes, a tüzérséget pedig Weiler ezredes irányította. 12-én Heister arra következtetett, hogy Forgáchhoz megérkezett az erősítés, így ellátmányát Győrbe küldve éjszaka csatarendbe állította embereit.

### A hadrend
Az osztrákok négyszög alakban, két harcvonalban álltak fel, melyek között a gyalogság, a lovasság és a tüzérség is arányosan oszlott meg. A szárnyakon a gyors mozgású szerb lovasság helyezkedett el. A két vonal közé lőszeres szekereket állítottak. Heister a négyzetes alakzatot tartva megindította csapatait a kurucok felé.

### A csata első szakasza
Az első összecsapásokra június 13-án, hajnali 5 óra körül került sor. Ekkor Forgách még arra számított, hogy a közeledő egységek Károlyi csapatai, így üdvözlésükre kilovagolt. Az osztrákok előtt járó szerb huszárok azonban tüzet nyitottak rá. Forgách ekkor gyorsan csatarendbe állította seregét. Terve értelmében ő kb. 7000 lovassal balról megkerüli, majd hátba támadja a császári csapatokat. Mivel ehhez hosszabb időre volt szükség, addig Eszterházy a sereg többi részével szemből lassan megközelíti és megtámadja az ellenséget. Eszterházy bal szárnyán Ebeczky István, jobb szárnyán báró Andrássy István egységei helyezkedtek el.

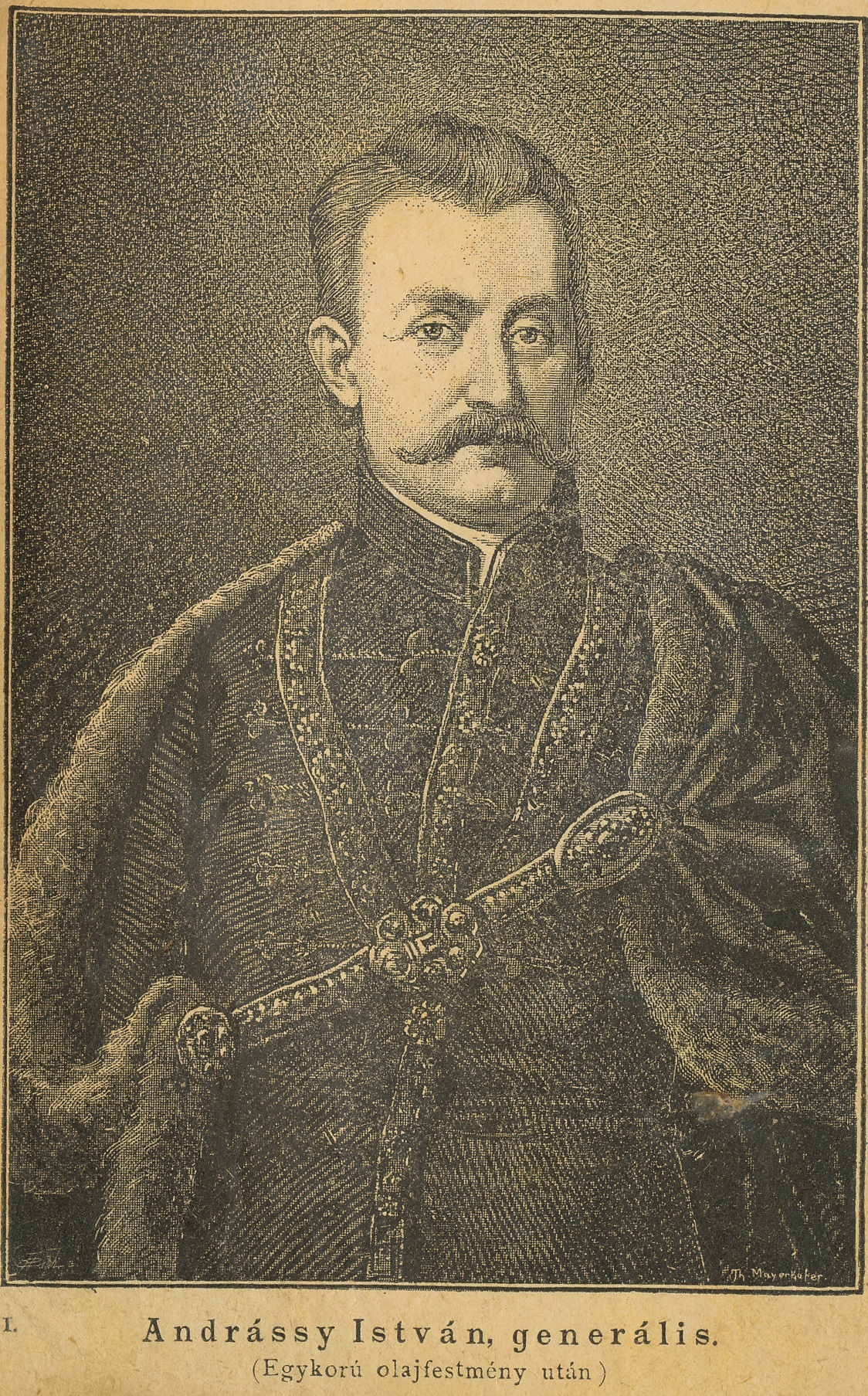
Báró Andrássy István kuruc generális

Mivel a magyar csapatok létszámfölénye miatt arcvonaluk jóval szélesebb volt az osztrákokénál, Eszterházy a széleket bekanyarítva bekerítéssel próbálkozott. A császári sereget kb. 300 méterre megközelítve azok ágyúi tüzet nyitottak a magyarokra, akik ezt egy közeli dombra felvontatott ágyúkkal viszonozták, de csak a császáriak jobb szárnyát tudták veszélyeztetni. A kb. 1,5 órás tűzpárbaj alatt a magyar gyalogság egy domb fedezékében helyezkedett el. A magyar résztvevők és az osztrák tudósítások is kiemelik, hogy ebben „a pusztító, gyilkos ágyútűzben” az ehhez nem szokott kuruc csapatok kiválóan helytálltak.

### A csata második szakasza
7 óra körül Forgách átkaroló hadművelete célhoz ért. Ezt érzékelve Ebeczky a magyar balszárnyon támadott, de csak a szerb huszárokat sikerült visszaszorítania, a császári arcvonalat nem tudta áttörni, így puskaharcra került sor. Erre a Forgách által személyesen vezetett 7000 lovas rohama is megindult egy dombról, ám az osztrák ágyúk és puskák tüze miatt a katonák nem követték vezérüket. Forgách támadását látva Eszterházy és Andrássy egységei is megrohamozták a császáriakat, ám azok puskatüze itt is megállította az akciót.
A lendület megtörésével a magyar vonalak is felbomlottak, az így támadt rést Heister felismerte. A Stadlmayr ezredes vezette Schlick dragonyos ezredet küldte ide, hogy támadják oldalba Forgách lovasságát. A rohamhoz maga Heister is csatlakozott. Ez fordította meg a csata kimenetelét, mert először a balszárnyon majd máshol is a magyar huszárok megfutamodtak. A magára maradt gyalogság még fél órán keresztül védekezett 2–3 km-t hátrálva, ám a kilátástalan helyzetben hamarosan ők is szétszéledtek. Az erdőkbe menekülők kisebb, az árpási Rába-híd felé futók nagyobb veszteséget szenvedtek a császári lovasság 10-11 óráig tartó üldözése miatt. Sok kuruc a folyó menti mocsarakban vesztette életét.
A csata idején Károlyi serege a közeli Rábapatonán tartózkodott. Nem avatkozott be az összecsapásba, pedig megfelelő időben Heistert hátba támadva akár a kurucok győzelmét is elhozhatta volna. A távolmaradás okaként felmerült Károlyi és Forgách személyes ellentéte, a harcmodorról vallott eltérő felfogásuk, Bercsényitől kapott utasításai (igyekezzen megőrizni a seregét), vagy az, hogy a kurucok ötszörös létszámfölényének tudatában nem tartotta fontosnak a gyors beavatkozást.

### Veszteségek
A csatát a korabeli beszámolók különösen véresnek írják le. Ennek a tartós ágyútűz és a hosszú ideig tartó üldözés volt az oka. A különböző jelentések eltérő adatokat közölnek az áldozatok számról. A veszteségek a gyalogos hajdúkat jobban érintették, mint a huszárokat. A magyar fél veszteségeit kb. 2000 főre, a császáriakét mindössze 100 főre lehet becsülni.

## Következmények
Forgách megmaradt seregével Pápára, majd Sárvárra vonult vissza. Rákóczit arról tudósította, hogy ha katonai győzelmeket szeretne, vagy fogadjon külföldi zsoldosokat vagy reguláris magyar csapatokat kell szerveznie. "Ha reguláris had e mellett nem lesz, nem igen megyünk evvel elő".
A koroncói vereség után a Dunántúl nem veszett el teljesen Rákóczi számára, mert Heister Mosonmagyaróvárra húzódott vissza, a szétszéledt kurucok egy része pedig rövidesen újra Forgách vagy Károlyi seregébe állt. A Dunántúlra Stájerország felől betörő Rabattát pedig Károlyi 1704. július 4-én Szentgotthárdnál legyőzte.